# Willer-sur-Thur
Willer-sur-Thur – miejscowość i gmina we Francji, w regionie Grand Est, w departamencie Górny Ren.
Według danych na rok 1990 gminę zamieszkiwało 1947 osób, a gęstość zaludnienia wynosiła 108 osób/km² (wśród 903 gmin Alzacji Willer-sur-Thur plasuje się na 132. miejscu pod względem liczby ludności, natomiast pod względem powierzchni na miejscu 91.).